# Coruja-listrada
A coruja-listrada (Strix hylophila) é uma espécie de ave estrigiforme pertencente à família Strigidae.